# 野中町 (前橋市)
野中町（のなかまち）は、群馬県前橋市の地名。郵便番号は379-2166。2013年現在の面積は0.81km2。

## 地理
桃ノ木川右岸に位置しており、町の中央を国道50号が通っている。

## 歴史
南北朝時代頃からある地名である。江戸時代になると前橋藩領だった。

### 年表
- 建武2年（1335年） - 新田義貞、「上野国大胡郷内野中村」を長楽寺に寄進（『長楽寺文書』）[5]。
- 天正18年（1590年） - 平岩親吉が前橋城主となり、以後野中は江戸時代を通じて前橋藩領だった[6]。

- 明治22年（1889年）4月1日 - 町村制施行により、野中村は天川大島村、上大島村、女屋村、上長磯村、東上野村、下長磯村、小島田村、小屋原村、下大島村、笂井村、上増田村、下増田村、駒形新田と合併し南勢多郡木瀬村が成立する。
- 明治29年（1896年）4月1日 - 南勢多郡と東群馬郡が統合し勢多郡となる。
- 昭和30年（1955年）4月1日 - 木瀬村の一部の天川大島、上大島、女屋、上長磯、東上野、野中が前橋市へ編入される。そのため前橋市野中町となる。
- 昭和60年（1985年） - 一部が天川大島町1-3丁目となる。

## 世帯数と人口
2017年（平成29年）8月31日現在の世帯数と人口は以下の通りである。
| 町丁   | 世帯数  | 人口    |
| ------ | ------- | ------- |
| 野中町 | 475世帯 | 1,156人 |

## 小・中学校の学区
市立小・中学校に通う場合、学区は以下の通りとなる。
| 番地 | 小学校             | 中学校             |
| ---- | ------------------ | ------------------ |
| 一部 | 前橋市立桃瀬小学校 | 前橋市立第五中学校 |
| 一部 | 前橋市立永明小学校 | 前橋市立木瀬中学校 |

## 交通

### 鉄道
最寄りの駅はJR前橋大島駅（天川大島町）。

### 道路
国道50号が町の中央を東西に通っている。県道は通っていない。
- 野中町交差点:野中町395番地にある国道50号の変則四差路交差点。事故多発交差点である[8]。

## 施設
- 群馬県勤労福祉センター
- 群馬県中央児童相談所
- 前橋野中郵便局 - 昭和43年（1968年）11月16日、野中郵便局として開業[9]。
- 図南サッカーパーク（図南サッカークラブ）
- 大泉寺 - 曹洞宗、日輪山放光院大泉寺[10][11]。
- 八幡宮 - 旧社格は村社[12][13]。